# سمكت
سمڭت هي قرية مغربية شمال المملكة. تنتمي سمڭت لإقليم بني ملال. يضم مركز هذه القرية 11.122 نسمة (إحصاء 2004).